# Kieler BC 1949
Der Kieler BC 1949 (Kieler Badminton-Club von 1949) ist ein Badmintonverein aus Kiel.

## Geschichte
Der Verein wurde 1949 gegründet und ist damit einer der ältesten Badmintonvereine Deutschlands. In den ersten Jahren der Verbreitung der Sportart Badminton in Deutschland war der Kieler BC einer der tragenden Vereine in der BRD. Bei der ersten Austragung der deutschen Badmintonmeisterschaften 1953 gewannen Ingeborg Tietze und Eva Schön Gold im Damendoppel und Tietze zusätzlich auch Gold im Einzel. In der Saison 1988/89 spielte der Verein in der 2. Bundesliga.

## Erfolge
| Saison    | Veranstaltung                                              | Disziplin    | Platz | Name                                                                    |
| --------- | ---------------------------------------------------------- | ------------ | ----- | ----------------------------------------------------------------------- |
| 1952/1953 | Deutsche Einzelmeisterschaft                               | Dameneinzel  | 3     | Eva Schön (Kieler BC 1949)                                              |
| 1952/1953 | Deutsche Einzelmeisterschaft                               | Damendoppel  | 1     | Ingeborg Tietze / Eva Schön (Kieler BC 1949)                            |
| 1952/1953 | Deutsche Einzelmeisterschaft                               | Dameneinzel  | 1     | Ingeborg Tietze (Kieler BC 1949)                                        |
| 1953      | Schleswig-Holsteinische Einzelmeisterschaften              | Damendoppel  | 1     | Ingeborg Tietze / Eva Schön (Kieler BC)                                 |
| 1953      | Schleswig-Holsteinische Einzelmeisterschaften              | Mixed        | 1     | Eva Schön / Heinz Brüggemann (Kieler BC)                                |
| 1953      | Schleswig-Holsteinische Einzelmeisterschaften              | Dameneinzel  | 1     | Ingeborg Tietze (Kieler BC)                                             |
| 1953/1954 | Deutsche Einzelmeisterschaft                               | Damendoppel  | 1     | Ingeborg Tietze (Kieler BC 1949) / Luise Stuch-Schmitz (1. DBC Bonn)    |
| 1953/1954 | Deutsche Einzelmeisterschaft                               | Dameneinzel  | 2     | Ingeborg Tietze (BC Kiel)                                               |
| 1953/1954 | Deutsche Einzelmeisterschaft                               | Mixed        | 2     | Hans Walbrück / Ingeborg Tietze (1. DBC Bonn / BC Kiel)                 |
| 1955      | Schleswig-Holsteinische Einzelmeisterschaften              | Damendoppel  | 1     | Ingeborg Tietze / Eva Semmelhack (Kieler BC)                            |
| 1955      | Schleswig-Holsteinische Einzelmeisterschaft Junioren       | Mixed        | 1     | Jutta Bernhard / Wilfried Reschke (Kieler BC)                           |
| 1955      | Schleswig-Holsteinische Einzelmeisterschaft Junioren       | Herrendoppel | 1     | Klaus-Dieter Alde / Wilfried Reschke (Kieler BC)                        |
| 1955      | Schleswig-Holsteinische Einzelmeisterschaften              | Dameneinzel  | 1     | Ingeborg Tietze (Kieler BC)                                             |
| 1955/1956 | Deutsche Einzelmeisterschaft                               | Damendoppel  | 3     | Hanne Alde / Margot Kraenz (Kieler BC 1949)                             |
| 1956      | Schleswig-Holsteinische Einzelmeisterschaft Junioren B     | Herreneinzel | 1     | Klaus-Dieter Alde (Kieler BC)                                           |
| 1956      | Schleswig-Holsteinische Einzelmeisterschaft Junioren A     | Damendoppel  | 1     | Marietta Schultheis / Sonja Hallberg (Kieler BC)                        |
| 1956      | Schleswig-Holsteinische Einzelmeisterschaften              | Dameneinzel  | 1     | Margot Kränz (Kieler BC)                                                |
| 1956      | Schleswig-Holsteinische Einzelmeisterschaften              | Damendoppel  | 1     | Hannchen Alde / Margot Kränz (Kieler BC)                                |
| 1957      | Schleswig-Holsteinische Einzelmeisterschaften              | Damendoppel  | 1     | Hannchen Alde / Margot Kränz (Kieler BC)                                |
| 1957      | Schleswig-Holsteinische Einzelmeisterschaften              | Dameneinzel  | 1     | Margot Kränz (Kieler BC)                                                |
| 1957      | Schleswig-Holsteinische Einzelmeisterschaft Jugend         | Mixed        | 1     | Anke Witten / Otto Hansen (Kieler BC)                                   |
| 1959      | Schleswig-Holsteinische Einzelmeisterschaften              | Herreneinzel | 1     | Wolfgang Hackbart (Kieler BC)                                           |
| 1968      | Schleswig-Holsteinische Einzelmeisterschaft Schüler        | Mixed        | 1     | Christa Wandelt / Axel Wandelt (BC Blau-Weiß Kiel)                      |
| 1969      | Schleswig-Holsteinische Einzelmeisterschaften              | Herreneinzel | 1     | Wolfgang Hackbart (Kieler BC)                                           |
| 1971      | Schleswig-Holsteinische Einzelmeisterschaften              | Herreneinzel | 1     | Wolfgang Hackbart (Kieler BC)                                           |
| 1973      | Schleswig-Holsteinische Einzelmeisterschaft Altersklasse A | Dameneinzel  | 1     | Margrit Hackbart (Kieler BC)                                            |
| 1973      | Schleswig-Holsteinische Einzelmeisterschaft Altersklasse A | Herreneinzel | 1     | Wolfgang Hackbart (Kieler BC)                                           |
| 1973      | Schleswig-Holsteinische Einzelmeisterschaft Jugend B       | Herreneinzel | 1     | Stephan Kahlke (Kieler BC)                                              |
| 1973      | Schleswig-Holsteinische Einzelmeisterschaft Altersklasse A | Herrendoppel | 1     | Wolfgang Hackbart / Jürgen Kähler (Kieler BC)                           |
| 1973      | Schleswig-Holsteinische Einzelmeisterschaft Altersklasse B | Herreneinzel | 1     | Jürgen Kähler (Kieler BC)                                               |
| 1973      | Schleswig-Holsteinische Einzelmeisterschaften              | Damendoppel  | 1     | Margit Hackbart / Schumann (Kieler BC)                                  |
| 1978      | Schleswig-Holsteinische Einzelmeisterschaft Altersklasse A | Herrendoppel | 1     | Wolfgang Hackbart / Klaus Theede (Kieler BC)                            |
| 1980      | Schleswig-Holsteinische Einzelmeisterschaft Altersklasse A | Herrendoppel | 1     | Klaus Theede / Udo Olsen (Kieler BC / MTSV Hohenwestedt)                |
| 1982      | Schleswig-Holsteinische Einzelmeisterschaft Altersklasse A | Herrendoppel | 1     | Klaus Theede / Udo Olsen (Kieler BC / MTSV Hohenwestedt)                |
| 1982      | Schleswig-Holsteinische Einzelmeisterschaft Altersklasse B | Herreneinzel | 1     | Klaus Theede (Kieler BC)                                                |
| 1983      | Schleswig-Holsteinische Einzelmeisterschaft Altersklasse B | Herreneinzel | 1     | Klaus Theede (Kieler BC)                                                |
| 1985      | Schleswig-Holsteinische Einzelmeisterschaft Jugend A       | Mixed        | 1     | Heike Pahl / Michael Zimmer (Kieler BC / TuS Hasseldieksdamm-Mettenhof) |
| 1986      | Schleswig-Holsteinische Einzelmeisterschaft U22            | Herrendoppel | 1     | Ralf Schmidt / Michael Zimmer (MTSV Hohenwestedt / Kieler BC)           |
| 1986      | Schleswig-Holsteinische Einzelmeisterschaften              | Mixed        | 1     | Gabriele Bauer / Günter Boeckmann (Kieler BC)                           |
| 1986      | Schleswig-Holsteinische Einzelmeisterschaft U22            | Mixed        | 1     | Gabriele Bauer / Ralf Schmidt (Kieler BC / MTSV Hohenwestedt)           |
| 1986      | Schleswig-Holsteinische Einzelmeisterschaften              | Herreneinzel | 1     | Dirk Moeller (Kieler BC)                                                |
| 1987      | Schleswig-Holsteinische Einzelmeisterschaften              | Herrendoppel | 1     | Dirk Moeller / Michael Zimmer (Kieler BC)                               |
| 1987      | Schleswig-Holsteinische Einzelmeisterschaften              | Herreneinzel | 1     | Dirk Moeller (Kieler BC)                                                |
| 1987      | Schleswig-Holsteinische Einzelmeisterschaften              | Mixed        | 1     | Gabriele Bauer / Michael Zimmer (Kieler BC)                             |
| 1987      | Schleswig-Holsteinische Einzelmeisterschaft U22            | Herreneinzel | 1     | Michael Zimmer (Kieler BC)                                              |
| 1987      | Schleswig-Holsteinische Einzelmeisterschaft U22            | Damendoppel  | 1     | Gabriele Bauer / Kirsten Harder (Kieler BC)                             |
| 1988      | Schleswig-Holsteinische Einzelmeisterschaften              | Herrendoppel | 1     | Dirk Moeller / Michael Zimmer (Kieler BC)                               |
| 1988      | Schleswig-Holsteinische Einzelmeisterschaften              | Herreneinzel | 1     | Dirk Moeller (Kieler BC)                                                |
| 1992      | Schleswig-Holsteinische Einzelmeisterschaft O32            | Damendoppel  | 1     | Ute Biedermann / Angelika Boeckmann (Polizei SV Eutin / Kieler BC)      |
| 1993      | Schleswig-Holsteinische Einzelmeisterschaft O32            | Herrendoppel | 1     | Michael Schneider / Günter Boeckmann (ATSV Stockelsdorf / Kieler BC)    |
| 1993      | Schleswig-Holsteinische Einzelmeisterschaften              | Herrendoppel | 1     | Christian Mohr / Michael Zimmer (TSV Lohe-Rickelshof / Kieler BC)       |
| 1995      | Schleswig-Holsteinische Einzelmeisterschaft O32            | Damendoppel  | 1     | Angelika Boeckmann / Ute Biedermann (Kieler BC / Polizei SV Eutin)      |
| 1998      | Schleswig-Holsteinische Einzelmeisterschaft O40            | Herrendoppel | 1     | Günter Boeckmann / Bodo Biedermann (Kieler BC / Polizei SV Eutin)       |
| 2000      | Schleswig-Holsteinische Einzelmeisterschaft O32            | Herrendoppel | 1     | Michael Zimmer / Christian Ahlers (Kieler BC / Elmshorner BC)           |
| 2000      | Schleswig-Holsteinische Einzelmeisterschaft O40            | Herrendoppel | 1     | Günter Boeckmann / Bodo Biedermann (Kieler BC / Polizei SV Eutin)       |
| 2002      | Schleswig-Holsteinische Einzelmeisterschaft O40            | Damendoppel  | 1     | Angelika Boeckmann / Maren Mißfeldt (Kieler BC)                         |
| 2003      | Schleswig-Holsteinische Einzelmeisterschaft O45            | Herreneinzel | 1     | Günter Boeckmann (Kieler BC)                                            |
| 2003      | Schleswig-Holsteinische Einzelmeisterschaft O35            | Mixed        | 1     | Michaela Löptin / Michael Zimmer (Polizei SV Eutin / Kieler BC)         |
| 2003/2004 | Deutsche Einzelmeisterschaft O35                           | Herrendoppel | 3     | Frank Schröder / Michael Zimmer (VfB Lübeck / Kieler BC)                |
| 2005      | Schleswig-Holsteinische Einzelmeisterschaft O45            | Damendoppel  | 1     | Maren Mißfeldt / Angelika Boeckmann (Kieler BC)                         |
| 2006      | Schleswig-Holsteinische Einzelmeisterschaft O40            | Mixed        | 1     | Kirsten Wölffel / Günter Boeckmann (Kieler BC)                          |
| 2007      | Schleswig-Holsteinische Einzelmeisterschaft O40            | Dameneinzel  | 1     | Kirsten Wölffel (Kieler BC)                                             |
| 2007      | Schleswig-Holsteinische Einzelmeisterschaft O45            | Herrendoppel | 1     | Dirk Moeller / Jörg Westphal (Kieler BC)                                |